# Songs from the Wood
Albums de Jethro Tull
Too Old to Rock 'n' Roll: Too Young to Die!
(1976) Heavy Horses
(1978)
Singles
1. Ring Out Soltice Bells
Sortie : Décembre 1976
2. The Whistler
Sortie : 1977

Songs from the Wood est le dixième album studio du groupe de rock britannique Jethro Tull. Il sort le 11 février 1977 sur le label Island Records et est produit par Ian Anderson. 

## Historique
Il est le premier volet d'une trilogie folk rock qui comprend également les albums Heavy Horses (1978) et Stormwatch (1979). Il s'inspire principalement du folklore anglais, avec notamment une chanson faisant référence à Jack in the Green, un personnage des célébrations du 1er mai.
Il est enregistré en partie aux Morgan Studios de Londres et avec le studio mobile Maison Rouge à Fulham.
Le claviériste David Palmer, qui collabore avec Jethro Tull depuis leur tout premier album, fait officiellement partie du groupe à partir de cet opus.
Cet album se classe à la 13e place des charts britanniques et à la 8e place du Billboard 200 aux États-Unis. Il sera certifié disque d'or au Canada et aux USA et disque d'argent au Royaume-Uni.
En 2017 l'album ressort pour le quarantième anniversaire de sa parution. La version Deluxe comprend deux compact disc et de deux DVD .

## Liste des titres
- Toutes les chansons sont signées par Ian Anderson.

### Face 1
1. Songs from the Wood – 4:52
2. Jack-in-the-Green – 2:27
3. Cup of Wonder – 4:30
4. Hunting Girl – 5:11
5. Ring Out, Solstice Bells – 3:43

### Face 2
1. The Whistler – 3:30
2. Pibroch (Cap in Hand) – 8:35
3. Fire at Midnight – 2:26

### Titres bonus de L'édition remasterisée parue en 2003
1. Velvet Green – 5:56

## Musiciens
D'après le livret accompagnant l'album :
- Ian Anderson : chant, flûte, guitare acoustique, mandoline, sifflets (tous les instruments sur Jack-in-the-Green)
- Martin Barre : guitare électrique, luth
- John Glascock : basse, chœurs
- John Evans : orgue, piano, synthétiseur
- Dee Palmer : piano, synthétiseur, orgue portatif
- Barriemore Barlow : batterie, marimba, glockenspiel, cloches, nagaras, tambourins

## Charts et certifications
| Année | Pays         | Durée du classement | Meilleur classement |
| ----- | ------------ | ------------------- | ------------------- |
| 1977  | Allemagne    | 7 semaines          | 10e                 |
| 1977  | Autriche     | 8 semaines          | 23e                 |
| 1977  | Canada       | 25 semaines         | 9e                  |
| 1977  | États-Unis   | 22 semaines         | 8e                  |
| 1977  | Norvège      | 6 semaines          | 8e                  |
| 1977  | Pays-Bas     | 2 semaines          | 20e                 |
| 1977  | Royaume-Uni  | 12 semaines         | 13e                 |
| 1977  | Suède        | 3 semaines          | 22e                 |
| 2017  | Belgique (V) | 2 semaines          | 86e                 |
| 2017  | Espagne      | 2 semaines          | 34e                 |
| 2017  | Italie       | 1 semaine           | 35e                 |
| 2017  | Suisse       | 1 semaine           | 45e                 |

| Pays        | Certification | Ventes    | Date       |
| ----------- | ------------- | --------- | ---------- |
| Canada      | Or            | 50 000 +  | 01/08/1978 |
| États-Unis  | Or            | 500 000 + | 15/02/1977 |
| Royaume-Uni | Argent        | 60 000+   | 25/09/2015 |

Charts singles
| Année | Single                  | Chart            | Durée du classement | Position |
| ----- | ----------------------- | ---------------- | ------------------- | -------- |
| 1977  | Ring Out Solstice Bells | UK Singles Chart | 5 semaines          | 28e      |
| 1977  | The Whistler            | Hot 100          | 6 semaines          | 59e      |